# John Rowe
John Howland Rowe (Sorrento, Maine, 10 de junio de 1918 - Berkeley, California, 1 de mayo de 2004), fue un arqueólogo y antropólogo estadounidense conocido por su extensa investigación sobre el Perú, especialmente sobre la Civilización incaica.

## Biografía
Sus padres fueron Louis Earle Rowe y Margaret Talbot Jackson Rowe.
Rowe estudió arqueología clásica en la Universidad Brown (1935-1939) y antropología en la Universidad de Harvard (1939-1941). Comenzó su carrera docente en el Cusco, donde fundó la sección de Arqueología de la Universidad Nacional de San Antonio Abad del Cusco, y luego enseñó en la Universidad del Cauca (Colombia), antes de integrarse al Departamento de Antropología de la Universidad de Berkeley (EE. UU.) En 1948 comenzó a enseñar en la Universidad de California en Berkeley, donde permaneció activo por 40 años. Escritor prolífico, Rowe fue autor de más de 300 publicaciones en inglés y español entre 1940 y 2005.
En arqueología, su contribución provino inicialmente de su formación en estudios clásicos, argumentando para la arqueología prehistórica el valor de la seriación y la estratigrafía, y la aplicación correcta de la Ley de Worsaae, sobre la importancia del ajuar funerario en el establecimiento de la contemporaneidad de las tumbas. También abordó el problema de las implicaciones teóricas de los conceptos de estadio, periodo y horizonte en arqueología, los patrones de asentamiento y la iconografía (del arte Chavín sobre todo). Su trabajo se concentró en el sur del Perú, que le sirvió de base para construir la secuencia arqueológica de la Sierra y Costa peruanas. Todo ello sin olvidar sus estudios sobre la civilización inca de la que constituyó uno de sus grandes especialistas.
En historia, es el pionero en los estudios modernos de los indígenas bajo el sistema colonial. En su primera visita al Perú, en 1939, visitó el Cusco e inició sus investigaciones en el templo del Coricancha (Santo Domingo), frecuentó el entorno de Julio C. Tello en Lima. En 1957 publicó su ensayo The Incas under Spanish Institutions y un estudio sobre Retratos coloniales de los incas (1951).
El esquema de periodificación cultural prehispánico, estuvo estructurado por este antropólogo y está bajo los conceptos de horizontes e intermedios:
- I Horizonte Temprano: Chavín de Huántar y Cupisnique
- 1º Periodo Intermedio Temprano: Moche, Vicus, Nasca y Paracas
- II Horizonte Medio: Wari y Tiwanaku
- 2º Periodo Intermedio Tardío: Chimú, Chanca, Sicán, Chachapoyas
- III Horizonte Tardío: Inca

Murió en Berkeley , California , el 1 de mayo de 2004 a la edad de 85 años.

## Obra selecta
- 1981 - "Una relación de los adoratorios del antiguo Cuzco". En Histórica  (Lima), v. 5, n. 2, pp. 209-261.[2]
- 1982 - "Genealogía y rebelión en el siglo XVIII. Algunos antecedentes de la sublevación de José Gabriel Thupa Amaro". En Histórica, v. 6, n. 1, p. 65-85.
- 1982 - La cronología de los vasos de madera inca, En Arqueología de Cuzco, pp. 97-136 + 8 páginas sin enumerar. Instituto Nacional de Cultura, Región Cusco, Cuzco. (traducción de "The chronology of Inca wooden cups," 1961).
- 1982 - Inca policies and institutions relating to the cultural unification of the empire. En The Inca and Aztec states, 1400-1800; anthropology and history, edited by George A. Collier, Renato I. Rosaldo, John D. Wirth, pp. 93-118. Academic Press, Nueva York, Londres.
- 1982 - Thupa Amaro: nombre y apellido. Boletfn de Lima, año 4, n.º 24, noviembre, pp. 6-9. Lima.
- 1982 - (coeditor, with Patricia J. Lyon) Rawpa Pacha; an international. series for Andean archaeology, 19, 1981. Berkeley.